# Fåresyge
Fåresyge eller parotitis (lat: parotitis epidemica) er en inflammationssygdom, der rammer en spytkirtel, normalt ørespytkirtlen. Fåresyge forårsages af fåresygevirus.
Fåresyge er den mindst smitsomme af de fem klassiske børnesygdomme og samtidig den med den længste inkubationstid. Fåresyge spredes ved dråbeinfektion og rammer ofte børn omkring 2 års-alderen. Efter nogle dage med feber, op til 40 grader, kommer hævelsen af ørespytkirtlen (ved kæbevinklerne), først måske kun i den ene side, men efter nogle dage oftest også i den anden. Sygdomsperioden varer fra omkring tre dage til over en uge. Hvis voksne mænd får fåresyge, kan det medføre sterilitet, hvis sygdommen breder sig til testiklerne.
Som følge af at vaccine mod fåresyge indgår i MFR-vaccinen er sygdommen blevet meget sjælden i Danmark.